# Jarkko Tapola
Jarkko Tapola (Finlandia, 5 de mayo de 1944) es un atleta finlandés retirado especializado en la prueba de 60 m, en la que consiguió ser medallista de bronce europeo en pista cubierta en 1970.

## Carrera deportiva
En el Campeonato Europeo de Atletismo en Pista Cubierta de 1970 ganó la medalla de bronce en los 60 metros, con un tiempo de 6.7 segundos, tras el soviético Valeriy Borzov  y el Zenon Nowosz (plata también con 6.7 segundos).